# Saara Niemi
Saara Elisa Niemi, nata Tuominen (Ylöjärvi, 1º gennaio 1986), è una hockeista su ghiaccio finlandese.

## Palmarès

### Olimpiadi
- Bronzo a Vancouver 2010.

### Mondiali
- Bronzo a Finlandia 2009.

### Universiadi
- Argento a Erzurum 2011.